# Ophraella arctica
Ophraella arctica là một loài bọ cánh cứng trong họ Chrysomelidae. Loài này được LeSage miêu tả khoa học năm 1986.